# Óscar Leblanc
Óscar Leblanc Labayen (Madrid, ? - Madrid, 26 de marzo de 1967) fue un ciclista, motociclista y piloto de carreras español. 
Debutó en el ciclismo donde fue profesional entre 1912 y 1926. Entre muchos éxitos consiguió un Campeonato de España. En 1917, debutaría en el mundo del motociclismo y 1922 lo haría como piloto de carreras automovilísticas. 

## Palmarés
Como ciclista
1913
- Madrid-̟San Sebastián, más 2 etapas

1914
- Campeonato de España en Ruta [2]

1916
- 2º en el Campeonato de España en Ruta
- Campeón de España de Velocidad

1917
- 2º en el Campeonato de España en Ruta